# A Night to Remember (песня из «Классного мюзикла»)
A Night to Remember — третий официальный сингл с саундтрека Классный мюзикл: Выпускной. Его спели актёры из Классного мюзикла. Это пятый сингл на трек-листе.

## Релиз
Радиоверсия песни вышла в свет на Radio Disney 26 сентября 2008 года как часть ролика «Планетной Премьеры». Песня была выпущена позже эксклюзивно на iTunes, 30 сентября. Это единственная песня с саундтрека, исполненная полностью актёрами из фильма.

## Клип
Предпросмотр сцены из фильма (использованной в качестве официального клипа) вышел в свет на Disney Channel во время мировой премьеры Люкс-жизнь на палубе 26 сентября 2008. В клипе участвуют парни, жалующиеся на выпускной бал, и девушки, надеющиеся, что ночь будет незабываемой. В конце вся труппа танцует на балу.

## Форматы и трек-листы
Форматы
1. «A Night to Remember» (Радиоверсия) — 3:46
2. «A Night to Remember» (Версия Эшли Тисдейл и Джеммы МакКензи-Браун — как часть «Senior Year Spring Musical») — 1:03
3. «A Night to Remember» (Видеоверсия) — 1:20

Цифровой трек-лист iTunes
1. «A Night to Remember» (Радиоверсия) — 3:46

## Чарты
| Чарт (2008)                                           | Наивысшая позиция |
| ----------------------------------------------------- | ----------------- |
| Australian ARIA Singles Chart                         | 96                |
| Американский Billboard Bubbling Under Hot 100 Singles | 8                 |
| Американский Billboard Hot Digital Songs              | 69                |